# Avenida Rio Branco (Santa Maria)

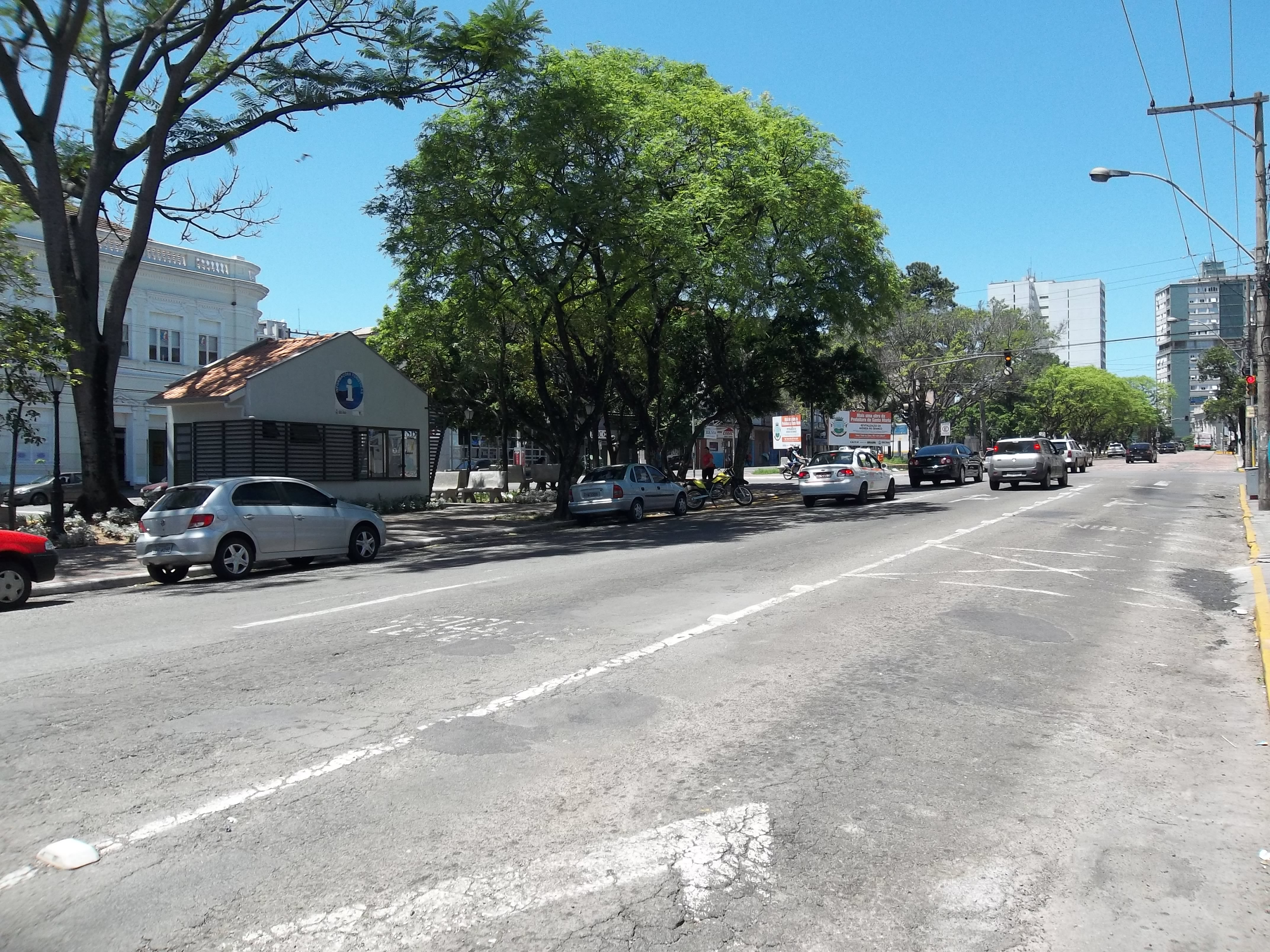
Avenida Rio Branco

A avenida Rio Branco é um logradouro do município de Santa Maria, no estado brasileiro do Rio Grande do Sul. Localizado no Centro da cidade, liga a Praça Saldanha Marinho a estação ferroviária e à região norte.

## História
Em 1819 denominava-se "Rua General Rafael Pinto". A partir de 1876 passou a se chamar "Rua Coronel Valença". Em 1898 mudou o nome para "Avenida Progresso", e, em 7 de outubro de 1908 recebe sua nova denominação que perdura até hoje, a "Avenida Rio Branco" que homenageia o Barão de Rio Branco.
O calçamento da Avenida Rio Branco data de 1898 recebendo pavimentação com pedras irregulares.

## Monumentos

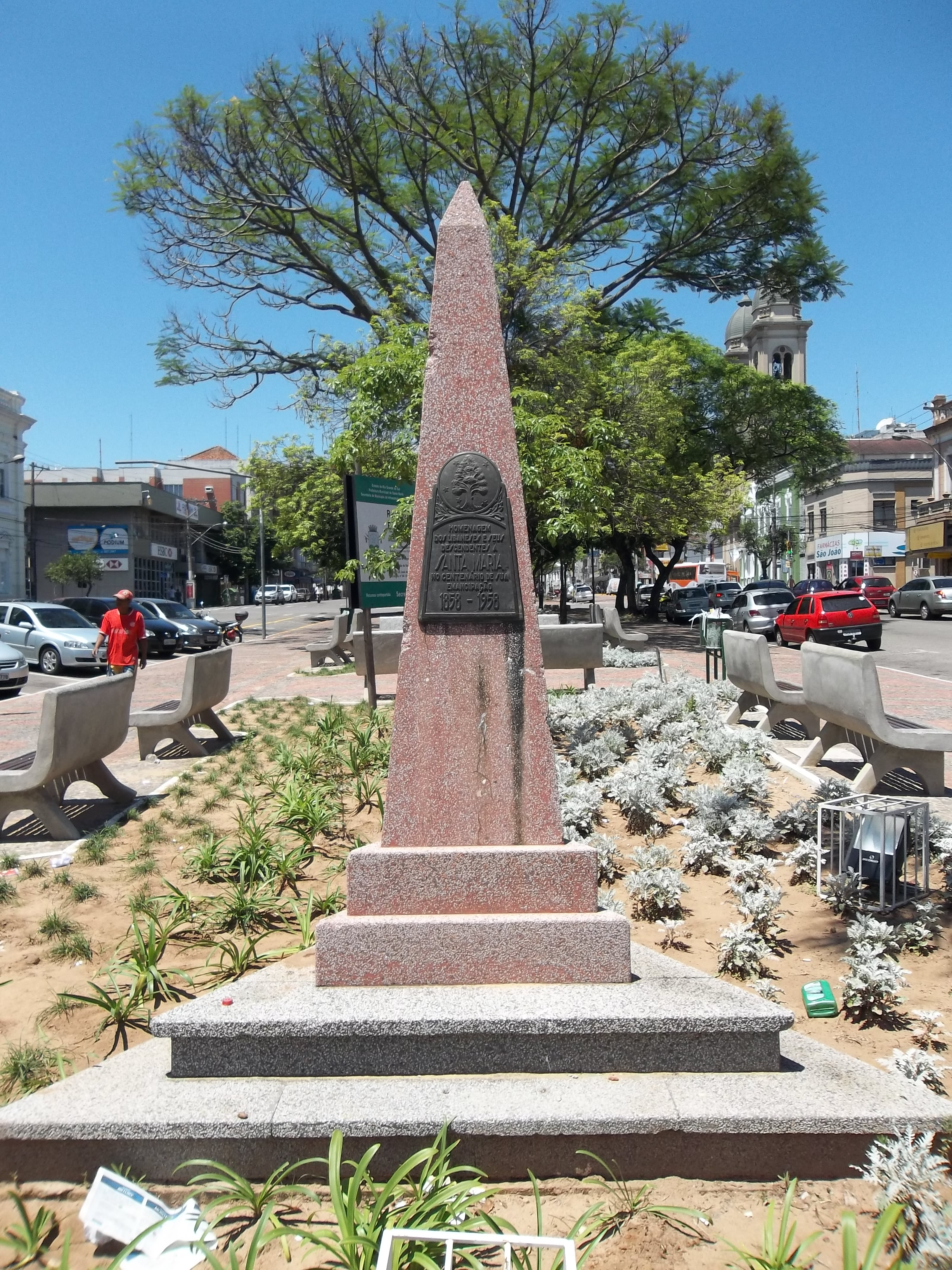
Um dos monumentos da avenida, em homenagem aos libaneses e seus descendentes à Santa Maria.

No canteiro central da avenida há diversos monumentos. Datados da década de 1930 até 2005, eles estiveram esquecidos em meio à vegetação e agora, com a revitalização da região, ganham destaque no planejamento arquitetônico. No total, 13 homenagens em forma de estátuas, obeliscos e placas comemorativas fazem parte e, também, contam um pouco da história do município. São elas, em total de treze:
1. Monumento de 1938 comemorativo a abertura da primeira escola em Santa Maria.
2. O busto de Irineu evangelista de Souza, conhecido como Barão de Mauá, foi oferecido à cidade por João Daudt D'Oliveira em 1946.
3. Carta Testamento de Getúlio Vargas de 1954. Foi oferecida por Leonel Brizola.
4. Monumento datado de 1957 representa a Carta Geral do Brasil - Serviço do Nivelamento Geral e possui o marco da altitude da cidade. Na época, ele indicava que Santa Maria estava a 149,478m acima do nível do mar naquele ponto.
5. Homenagem, de 1958, da maçonaria a primeira Câmara Municipal de Santa Maria pela passagem de seu centenário.
6. Homenagem dos libaneses e seus descendentes ao centenário de emancipação de Santa Maria em 1958. Está próximo ao Banco do Brasil.
7. Busto do professor Antônio da Fontoura Ilha considerado o pioneiro de ensino ao comércio. A homenagem foi feita pelos antigos alunos,população, governo e reitoria da UFSM em 1963.
8. Marco comemorativo aos 50 anos de fundação da fundação da Cooperativa de Consumo dos Empregados da Viação Férrea de Santa Maria. Datado de 1963, apresenta a seguinte mensagem: "Uma família unida há meio século".
9. Estátua do padre Caetano Pagliuca que em 4 de junho de 1957 recebeu o título de Cidadão santa-mariense. A placa de reconhecimento ao religioso é datada de 28 de março de 1965.
10. Obelisco em homenagem a pujança da UFSM, ao Dr. José Mariano da Rocha Filho, colaboradores docentes e administrativos. Ele foi oferecido pelo Rotary Club em 14 de dezembro de 1970. Também possui uma placa comemorativa aos dez anos de interiorização da UFSM.
11. Placa do jubileu de prata do Curso de Medicina, de 1979. Também presta homenagem ao fundador da Universidade Federal de Santa Maria Dr. José Mariano da Rocha Filho.
12. Escultura em comemoração dos 100 anos do Colégio Franciscano Sant'Anna, foi instalada em 04 de outubro de 2005;
13. Homenagem do município à educadora Margarida Lopes.